# Nastri d'argento 1985
La 40ª edizione dei Nastri d'argento si è svolta il 20 luglio 1985 a Taormina.

## Vincitori

### Regista del miglior film
- Sergio Leone - C'era una volta in America

### Migliore regista esordiente
- Luciano De Crescenzo - Così parlò Bellavista

### Miglior produttore
- Fulvio Lucisano - per il complesso della produzione

### Miglior soggetto originale
- Giuseppe Bertolucci - Segreti segreti

### Migliore sceneggiatura
- Tonino Guerra, Paolo e Vittorio Taviani - Kaos

### Migliore attrice protagonista
- Claudia Cardinale - Claretta

### Migliore attrice esordiente
- Giulia Boschi - Pianoforte

### Migliore attore protagonista
- Michele Placido - Pizza Connection

### Migliore attrice non protagonista
- Marina Confalone - Così parlò Bellavista

### Migliore attore non protagonista
- Leopoldo Trieste - Enrico IV

### Migliore musica
- Ennio Morricone - C'era una volta in America

### Migliore fotografia
- Tonino Delli Colli - C'era una volta in America

### Migliore scenografia
- Carlo Simi - C'era una volta in America

### Migliori costumi
- Enrico Job - Carmen

### Migliori effetti speciali
- C'era una volta in America

### Migliore attrice straniera
- Nastassja Kinski - Maria's Lovers

### Migliore attore straniero
- Tom Hulce - Amadeus

### Regista del miglior film straniero
- Miloš Forman - Amadeus

### Regista del miglior cortometraggio
- Giancarlo Pancaldi - Effetto nebbia

### Miglior produttore di cortometraggi
- Ferzaco

### Certificato di merito
- Berto Bozza - Come cambia Chicago (Corona Film)